# Burmargiolestes laidlawi
Burmargiolestes laidlawi är en trollsländeart som beskrevs av Maurits Anne Lieftinck 1960. Burmargiolestes laidlawi ingår i släktet Burmargiolestes och familjen Megapodagrionidae. IUCN kategoriserar arten globalt som otillräckligt studerad. Inga underarter finns listade i Catalogue of Life.